# 메건 스키엔디엘
메건 미욕 스키엔디엘 (생년 2006년 2월 10일), 단독명으로 메건으로 알려진, 미국 출신의 가수, 모델, 배우이다. 그녀는 2023년 글로벌 경쟁 리얼리티 쇼 Dream Academy를 통해 결성된 글로벌 걸그룹 Katseye의 일원으로 데뷔하였다. 이 쇼는 Hybe와 Geffen Records가 제작하였다.

## 초기 생애
메건 미욕 스키엔디엘은 2006년 2월 10일 호놀룰루, 하와이에서, 싱가포르계 중국인 어머니와 스웨덴계 미국인 아버지 사이에서 태어났다. 중국어 이름은 미욕(美玉)으로 "아름다운 옥"이라는 의미이다. 그녀에게는 2년 차인 형 토일러가 있다.
스키엔디엘은 4살 때 정식으로 댄스 훈련을 시작했고, 6살 때부터 보컬 레슨을 받기 시작했다. 난독증, 건선, 당뇨병 전단계 진단을 어릴 적 받았으며, 이후 의료 및 학습 필요를 위해 4학년부터 온라인 학교로 전환하였다. 영어를 유창하게 구사하며, 광둥어와 프랑스어도 회화 수준으로 할 수 있다.

## 경력

### 2017-2022: 연기 및 모델링 경력
스키엔디엘의 연기 출연으로는 Bosch: Legacy (2022), Sydney to the Max (2021), Ripple Effect (2021), 그리고 초기 역할인 단편영화 Samantha Gangal: Bohemian Rhapsody (2017)가 있다. 또한 The Elder Scrolls: Legends에서 바베트 역으로 성우 연기를 했다. 더불어, 넷플릭스의 13: The Musical 지원 역할 오디션에 도전했으나, 더 어린 배우를 찾는 제작진의 요구로 캐스팅되지 않았다.
그녀는 또한 국제 무대 패션쇼에서도 모델로 활동했으며, 특히 파리와 로스앤젤레스 패션 위크에서 하이 패션 꾸뛰르 쇼를 선보였다.

### 2023년 이후: 드림 아카데미 및 카트사이 데뷔
2023년 8월, 스키엔디엘은 더 데뷔: 드림 아카데미의 20명 참가자 중 한 명으로 발표되었다. 이 프로그램은 새로운 국제 걸그룹을 결성하기 위해 제작된 글로벌 오디션이다. 최종 순위에서 다섯 번째로 선정되어, 결국 Katseye의 최종 멤버로 확정되었다. 그룹의 데뷔 싱글 "Debut"은 2024년 6월 28일 발표되었으며, 이후 첫 EP SIS (Soft Is Strong)에 수록되었다.
2024년 9월, 스키엔디엘은 척추 측만증 관련 등 부상으로 인해 카트사이의 아시아 프로모션 투어 일정을 잠시 중단하였다. 그녀는 2024년 12월, 보스턴의 iHeartRadio KISS108의 Jingle Ball 무대에 복귀하여 공연하였다.

## 개인사
2025년 6월 6일, Weverse 라이브 방송에서 멤버 Lara Raj와 함께, 스키엔디엘은 공개적으로 양성애자임을 밝혔다. 이는 그룹 내 두 번째 퀴어 정체성 공개 멤버이다. 또한 이 플랫폼을 통해 자신의 건선에 대한 인식 제고 활동도 하고 있다.

## 음반
Dream Academy 참가자로서, 스키엔디엘은 경쟁을 위한 참가자들의 공동곡 프로모션에 참여하였다. 이 곡은 2024년 11월 17일 공연되었으며, 2024년 8월 21일 스트리밍 플랫폼을 통해 공개되었다.
| 아티스트명             | 제목                                   | 발매일          | 트랙               | 유형       |
| ---------------------- | -------------------------------------- | --------------- | ------------------ | ---------- |
| 더 데뷔: 드림 아카데미 | 더 데뷔: 드림 아카데미 - 라이브 피날레 | 2024년 8월 21일 | "Girls Don't Like" | 프로모션용 |
| 더 데뷔: 드림 아카데미 | 더 데뷔: 드림 아카데미 - 라이브 피날레 | 2024년 8월 21일 | "All The Same"     | 프로모션용 |

## 필모그래피

### 리얼리티 쇼
| 연도 | 제목                        | 역할   | 방송사  | Ref.   |
| ---- | --------------------------- | ------ | ------- | ------ |
| 2023 | Dream Academy               | 참가자 | YouTube | [ 2 ]  |
| 2024 | "Pop Star Academy: Katseye" | 본인   | Netflix | [ 12 ] |

## 주석
1. ↑  연기 전용 사용.
2. ↑  연기 전용 사용.

## 참고 문헌
1. 1 2 3  Wickes, Hanna (2025년 2월 10일). “KATSEYE의 메건이 누구인가요? 그룹 멤버에 대해 더 알아보기: 나이, 출신지 등!”. 《J-14》. 2025년 2월 13일에 원본 문서에서 보존된 문서. 2025년 7월 6일에 확인함.
2. 1 2  Aniftos, Rania (2023년 8월 28일). “HYBE x Geffen '드림 아카데미' 글로벌 걸그룹 콘테스트 최종 후보자 20명 소개”. 《Billboard》. 2023년 11월 8일에 원본 문서에서 보존된 문서. 2024년 9월 5일에 확인함.
3. ↑  Zee, Michaela (2023년 11월 18일). “하이브, 게펜 레코드와 함께 새 걸그룹 카트사이 공개”. 《Variety》. 2023년 12월 2일에 원본 문서에서 보존된 문서. 2024년 9월 26일에 확인함.
4. ↑  Wickes, Hanna (2023년 11월 21일). “KATSEYE는 누구인가? '드림 아카데미' 통해 결성된 글로벌 걸그룹 멤버 소개”. 《J-14》. 2023년 11월 28일에 원본 문서에서 보존된 문서. 2024년 9월 27일에 확인함.
5. ↑  Saulog, Gabriel (2024년 8월 16일). “카트사이, 강력한 데뷔 EP 'SIS (Soft Is Strong)'로 포효”. 《Billboard Philippines》. 2025년 6월 15일에 원본 문서에서 보존된 문서. 2025년 6월 15일에 확인함.
6. ↑  Wickes, Hanna (2024년 10월 23일). “카트사이의 메건 휴식과 부상 내막: 언제 돌아오나, 왜 결장했나”. 《J-14》. 2025년 4월 15일에 원본 문서에서 보존된 문서. 2025년 7월 6일에 확인함.
7. ↑  Prance, Sam (2024년 10월 25일). “카트사이의 메건에게 무슨 일이? 공연 결장 이유”. 《Capital》. 2025년 5월 22일에 원본 문서에서 보존된 문서. 2025년 7월 6일에 확인함.
8. ↑  Hicap, Jonathan (2024년 9월 21일). “카트사이의 메건, 부상으로 아시아 투어 중단”. 《Manila Bulletin》. 2024년 9월 22일에 원본 문서에서 보존된 문서.
9. ↑  Liu, Cherry (2025년 6월 11일). “카트사이의 메건 스키엔디엘, 양성애자임을 공개하다”. 《South China Morning Post》. 2025년 6월 12일에 원본 문서에서 보존된 문서. 2025년 7월 6일에 확인함.
10. ↑  Dobson, P. Claire (2025년 6월 6일). “카트사이의 메건, 릴라 응원하며 "모두가 양성애자를 사랑한다고 말하자!"”. 《Teen Vogue》. 2025년 6월 9일에 원본 문서에서 보존된 문서. 2025년 7월 6일에 확인함.
11. ↑  Forward, Devon (2025년 6월 6일). “글로벌 걸그룹 KATSEYE의 메건, 취약한 순간에 양성애자임을 공개”. 《Parade》. 2025년 7월 9일에 확인함.
12. 1 2  Burt, Kayti (2024년 8월 23일). “넷플릭스 '팝 스타 아카데미': 카트사이가 보여주는 글로벌 걸그룹 결성 비결”. 《Time》. 2024년 10월 3일에 원본 문서에서 보존된 문서. 2024년 11월 22일에 확인함.